# Xmini
Walkman Phone, Xmini（うぉーくまん ふぉん えっくすみに）は、ソニー・エリクソン・モバイルコミュニケーションズ（現：ソニー〈二代目法人〉）が日本国内向けに開発した、auブランドを展開するKDDIおよび沖縄セルラー電話のCDMA 1X WIN（現：au 3G）対応携帯電話である。製造型番はW65S（だぶりゅーろくごえす）。

## 概要
小型、軽量、音楽機能への特化が特徴である。デザインは海外向けのソニー・エリクソン端末に近く、スライドを閉じると携帯電話というよりポケットサイズのデジタルオーディオプレーヤーのデザインに限りなく近くなる。ソフトウェアはKCP+を採用している。
ただし、グローバルパスポートGSMおよびグローバルパスポートCDMAにはそれぞれ対応していない。
Xmini発売以前のソニーエリクソンの音楽再生特化端末の呼称は、海外では「walkman phone」、日本では「ウォークマンケータイ」が使用されていたが、この端末からは日本国内向け端末も「walkman phone」に統一された。
既存の「ウォークマンケータイ」より、さらに音楽再生機能に特化した音声用端末。発売時、同キャリア向けのKCP+対応音声用端末としては最小かつ最軽量だった。
約4Gバイトのフラッシュメモリが内蔵され、そのうち、約3.5Gバイトを音楽データの保存に利用する事ができ、既存の着うたフル（48Kbps）の場合約2300曲を保存できる。ミュージックプレーヤー使用時の操作はスライド上部にあるタッチセンサーキーで行う仕様で、本体を閉じたまま曲の再生／停止や早送り／早戻し、曲送り／曲戻し、音量操作など、基本的な操作をすることができる。アルバム選択等の操作の際は、スライドをオープンしてのキー操作が必要となる。ソニーのクリアオーディオテクノロジーを採用し、最大ビットレート時で、かつ1曲あたりの演奏時間が6分未満の場合AAC・320kbpsによる高音質の携帯電話向け新音楽配信サービスのEZ着うたフルプラスに対応する。1曲あたりの演奏時間が6分以上の場合は最大ビットレートが256kbps以下に制限される。
本端末には、充電スタンド用の給電用の接点は装備しておらず、充電用スタンドは付属品およびオプションに関わらず用意されておらず、ACアダプタを本体のコネクタに直接挿すことのみが充電の手段となっている。
また、プリインストール着うたフルプラスとして、LISMOのテレビCMおよび小栗旬が出演する本端末のテレビCMでも使われた、倖田來未の「Stay with me」がプリインストールされている。
近年の日本の携帯電話市場では、3.0インチ以上の液晶および有機ELかつVGA以上の解像度を持つ大型・高精細なメインディスプレイを搭載する機種が増えるなか、1.8インチQVGAという小型の液晶メインディスプレイを搭載している。質量は75gとスマートフォン（ファブレット含む）、スマートブックを除く既存のau向け音声用端末としては2015年9月現在の時点において最も軽い。携帯電話における音楽再生機能に特化したこともあり、カメラ、GPS、EZ Felicaは省かれている。Bluetoothに対応しており、A2DPプロファイルによる音楽の鑑賞も可能である。
以前のモデルであるW52Sと同じく、ソニーの「大口径13.5mmEX高音質ステレオイヤホン」が付属品として含まれている他、専用デザインのネックストラップも同梱される。ただし、W31S以降の音楽特化モデルに伝統的に付属してきた「マイク付きミュージックコントローラー」は付属せず、通常の平型イヤホン変換アダプタとなっている。
2009年春モデル以降より型番改編が行なわれたため、既存の「CDMA 1X WIN」シリーズの W00番台としては最後に新規開発された機種となった。

## 沿革
- 2008年（平成20年）12月8日 - KDDI、およびソニー・エリクソン・モバイルコミュニケーションズより公式発表。
- 2008年12月23日 - 関東、北陸、関西の各地区にてグリーン×ブルーとパープル×ピンクが発売。
- 2008年12月24日 - 沖縄地区にてグリーン×ブルーとパープル×ピンクが発売。
- 2008年12月25日 - 北海道、中国、四国、九州の各地区にてグリーン×ブルーとパープル×ピンクが発売。
- 2008年12月26日 - 東北、中部の各地区にてグリーン×ブルーとパープル×ピンクが発売。
- 2009年（平成21年）1月10日 - 東北、北陸、関東、中部、関西、沖縄の各地区にてホワイト×ターコイズとブラック×ブラックが発売。
- 2009年1月16日 - 北海道、中国、四国、九州の各地区にてホワイト×ターコイズとブラック×ブラックが発売。
- 2009年5月下旬 - 販売終了。
- 2015年（平成27年）1月31日 - 修理受付終了。
- 2022年（令和4年）3月31日 - CDMA 1X WIN（au 3G）サービスによる完全停波により、利用不可となる。

## 主な機能・サービス
| 主な対応サービス                                                                      | 主な対応サービス                        | 主な対応サービス                                             | 主な対応サービス                        |
| ------------------------------------------------------------------------------------- | --------------------------------------- | ------------------------------------------------------------ | --------------------------------------- |
| au LISTEN MOBILE SERVICE                                                              | LISMOビデオクリップ                     | LISMO Video                                                  | EZ「着うたフル」 EZ「着うたフルプラス」 |
| au BOX                                                                                | ワイヤレスミュージック                  | au Smart Sports Run & Walk Karada Manager カロリーカウンター | EZナビウォーク                          |
| EZ助手席ナビ                                                                          | 安心ナビ                                | 災害時ナビ                                                   | ナカチェン                              |
| EZアプリ FullGame! Bluetooth対戦                                                      | EZアプリ(BREW)                          | オープンアプリプレイヤー                                     | PCサイトビューアー                      |
| EZケータイアレンジ アレンジメニュー                                                   | au oneガジェット                        | じぶん銀行アプリ (別途ダウンロードにて対応)                  | EZ・FM                                  |
| EZチャンネル EZチャンネルプラス EZニュースフラッシュ EZニュースEX （EZweb版のみ対応） | Touch Message                           | EZFeliCa                                                     | ケータイ de PCメール                    |
| デコレーションメール                                                                  | デコレーションアニメ                    | au one メール                                                | 緊急地震速報                            |
| ワンセグ                                                                              | グローバルパスポート (レンタルサービス) | 赤外線通信                                                   | Bluetooth                               |

## 不具合
2009年2月18日に以下の変更と不具合の修正がケータイアップデートにより行われた。
- データフォルダのデータが参照できず、読み込みに失敗する場合がある
- LISMO Playerで音楽データを再生した際、イヤホン接続時でもスピーカーから音がでる場合がある

同月25日に下記の修正をケータイアップデートで配布した。
- タッチセンサーの操作性向上のため、操作方法設定画面に注意喚起のポップアップ画面を追加